# Михаил Глика

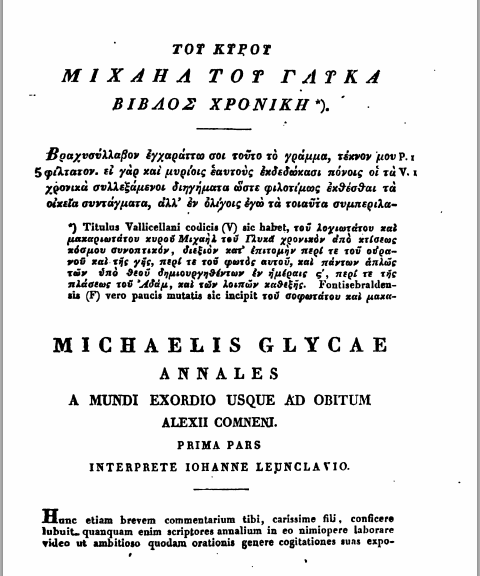
Сочинение Михаила Глика «Хронография» ("Τοῦ κύρου Μιχαήλ τοῦ Γλύκα βίβλος χρονική") в Corpus Scriptorum Historiae Byzantinae 1836 год

Михаи́л Глика́ (Сикелиот) (греч. Μιχαὴλ Γλυκᾶς первая треть XII века — конец XII века) — византийский грамматик, историк, богослов, математик, астроном и поэт. Родился вероятно всего в Корфу, откуда пришел в столицу; жил и работал в Константинополе.

## Творчество
Главный литературный труд Михаила Глика — «Хронография» (греч. "Τοῦ κύρου Μιχαήλ τοῦ Γλύκα βίβλος χρονική" — Господина Михаила Глика книга хроника). В первой его части рассказывается о Творении Мира, во второй излагается история евреев и Востока, в третьей части повествуется о Римской империи до Константина Великого, в четвёртой части рассказывается о последующих византийских императорах до смерти Алексея I Комнина (1118 год).
Глика — автор богословских трудов, это письма догматического, герменевтического, нравоучительного и литургического содержания, которые он писал в ответ на запросы современников. В рукописях их сохранилось 92, но издано только 29. Письма Михаила Глика написаны ко многим известным государственным лицам, среди них: севастократор Мануил Комнин, Андроник Палеолог, Феодора, племянница императора Мануила.
Второй богословский труд Михаила, хранящийся в рукописи, делится на две книги: в одной из них речь идет о божественном единстве и различии, во второй — о воплощении Бога Слова. Глика составил также прошение в стихах, написанное на народном языке, оно обращено к императору Мануилу Комнину по поводу заключения автора в тюрьму в 1158—1159 году, описывает бедствия Михаила и взывает о помиловании. Стихи не умилостивили императора Мануила; тогда Глика представил ему сборник пословиц с богословскими толкованиями в стихах, тоже на народном языке. Этот сборник принадлежит к числу немногих памятников византийской паримиографии.
На 2020 год критическое издание «Хронографии», так же как и переводы на современные языки, не были выполнены. Издания текста в серии «Corpus scriptorum byzantinorum» (Рим, 1836) и у Миня в «Patrologia graeca» (т. 158; здесь и другие сочинения Глика) не соответствуют современным требованиям.

## Издания

### На греческом
- Michael Glyca. Opera omnia / J.-P. Migne. — Paris, 1866. (с параллельным латинским переводом)
- Michael Glycas. Annales / Ed. I. Bekker. — Bonn, 1836. (с параллельным латинским переводом)
- Michael Glykas. Εἰς τὰς ἀπορίας τῆς Θείας Γραφῆς κεφάλαια. / Ed. S. Eustratiadis. Т I. — Афины, 1906; Т. II — Александрия, 1912.

### На итальянском
- Michele Glica. Opere minori /Ed. Giovanni Mercati. — Vatican, 1937 (vol. I, p. 426).
- Michele Glica / Tr. R. Cantarella // Poeti bizantini. — Milan, 2000. (vol. II, p. 228).

### На французском
- Bibliothèque grecque vulgaire. Paris, 1881 (Vol. I. Перевод «Поэмы из тюрьмы»).

На русском
- Стихи грамматика Михаила Глики, которые он написал, когда находился в тюрьме / Пер. с греч.: М. Е. Грабарь-Пассек // Памятники византийской литературы IX—XIV веков. — М.: Наука, 1969.